# Оскар Нимайер
Оскар Рибейро де Алмейда Нимайер Соарес (на португалски: Oscar Ribeiro de Almeida Niemeyer Soares) е бразилски архитект, един от най-известните и влиятелни в света.

### Произход
Нимайер е едно от шестте деца на католическа фамилия от Рио де Жанейро. Баща му работи като словослагател и има графично бюро, а дядо му е съдия в бразилския върховен съд. По-късно Нимайер приема немската фамилия на предците си. Баба му и дядо му по майчина линия са членове на Бразилската комунистическа партия. В продължение на 45 години Оскар Нимайер е член на Комунистическата партия и въпреки че сам я напуска, казва през 2008 г. "Комунистите са единствените, които искат да създадат един по-добър свят"  Приятел е на бил Фидел Кастро. Носител на Ленинска награда за мир (1963).

### Живот и творчество
През 1934 г. завършва Националното училище за изящни изкуства в Рио де Жанейро.

### Новата столица на Бразилия
От 1957 г. се започва строителството на новата бъдеща столица на Бразилия-град Бразилия, която се започва по инициатива и с поканата на новоизбрания тогава президент на Бразилия Жуселину Кубичек. Генералния план е на Лусиу Коща, а Нимайер извършва проектирането на голяма част от знаковите сгради на столицата. По негови проекти са построени президентския дворец "Алворада", Паласт хотел, Дворец на правителството, Дворец на Върховния съд, Дворец на Националния конгрес, сградите на министерствата, Катедралата, театър, Ресторант "Национал", болница, дворец на правосъдието, министерство на отбраната, резиденция на вицепрезидента.

### 1964—1985: Военна диктатура и емиграция
След военния преврат в Бразилия Нимайер живие основно във Франция, като прави кратки визити в Бразилия. Известно време прекарва и в Куба и СССР. През този период проектира и строи редица обществени сгради в Гана, Ливан, Италия, Алжир, Португалия, Франция (щаб-квартирата на Френската комунистическа партия, Сградата на управлението на фирма „Рено“ и други). През 1978 г. възглавява обществената организация "Център-Демократична Бразилия" (CEBRADE), която обединява опозиционните на военния режим интелигенция, профсъюзни и политически дейци.

### 1985-2012: Късни години
Военната диктатура в Бразилия свършва през 1985 г и Ниммайер се връща в родината си. От 1992 г. до 1996 г е председател на Бразилската комунистическа партия, като възглавява първо нейното ортодоксално марксиско крило и след това като не се съгласява с преименуването в Социалистическа народна партия на Бразилия успява да се пребори за повторна регистрация на партията и тогава я напуска. През 1996 г. на 89 годишна възраст Нимайер построява Музея на съвременото изкуство в Нитерой.
Почетен доктор на Университета на Бразилия (1989), на Университета на Сао Пауло (1995), на Федералния университет на Минас Жерайс (1995) и на Техническия университет на Лисабон (2009).
Носител на наградата „Прицкер“ (1988), на Наградата на принца на Астурия (1989) и на Praemium Imperiale (2004).

## Някои произведения
- Казиното във Фуншал, Мадейра
- Музей за съвременно изкуство в Нитерой, Бразилия
- Музеу нову в Куритиба, Бразилия
- Катедралата в Бразилия
- Националният конгрес в Бразилия
- Паласио до Планалто в Бразилия
- Паласио да Алворада в Бразилия
- Паласиу Итамарати, сградата на бразилското външно министерство в Бразилия, 1960 – 1970 г.